# Île Dog
Pour les articles homonymes, voir Dog Island.
L'Île Dog ou Dog Island est une île des États-Unis en Floride dans le comté de Franklin.

## Géographie
Située à 5,6 km en face de Carrabelle, elle s'étend sur environ 11,5 km de longueur pour une largeur allant de 150 m en son centre à environ 1,4 km.
Son aéroport (FAA FA43) à usage privé a été ouvert en 1930.

## Histoire
Les Amérindiens ont utilisé l'île comme camp de pêche, comme en témoignent des éclats de pots qui y ont été trouvés après un ouragan en 1985. Elle est habitée depuis plus de 80 000 ans, comme semble l'attester la mise au jour d'un canot datant du IXe siècle.
Découverte en 1536 par les Français qui l'ont nommée ainsi à cause de chiens sauvages qu'ils y ont rencontrés, elle s'est surtout développée comme lieu de villégiature balnéaire.
Au cours des XVIIe et XVIIIe siècles, elle devient un repaire de pirates et de contrebandiers. Le 16 février 1766, un brigantin, Le Tigre, en route pour La Nouvelle-Orléans, fait naufrage près de l'île. Il n'y a alors qu'un seul survivant, Pierre Viaud, qui racontera plus tard son expérience dans son ouvrage Naufrage et aventures de M. Pierre Viaud, natif de Bordeaux, capitaine de navire, histoire véritable, vérifiée sur l'attestation de M. Sevettenham, commandant du fort St. Marc des Appalaches, publié en 1768, qui sera un important succès de librairie même si son authenticité est mise en doute. 
Au XIXe siècle, des navires à voile se rendent sur l'île pour y exploiter le bois et développer les industries de poix et de térébenthine. Un phare est construit en 1838, à son extrémité ouest. 
Pendant la Guerre de Sécession, l'île est utilisée par l'Union comme base pour le blocus d'Apalachicola.

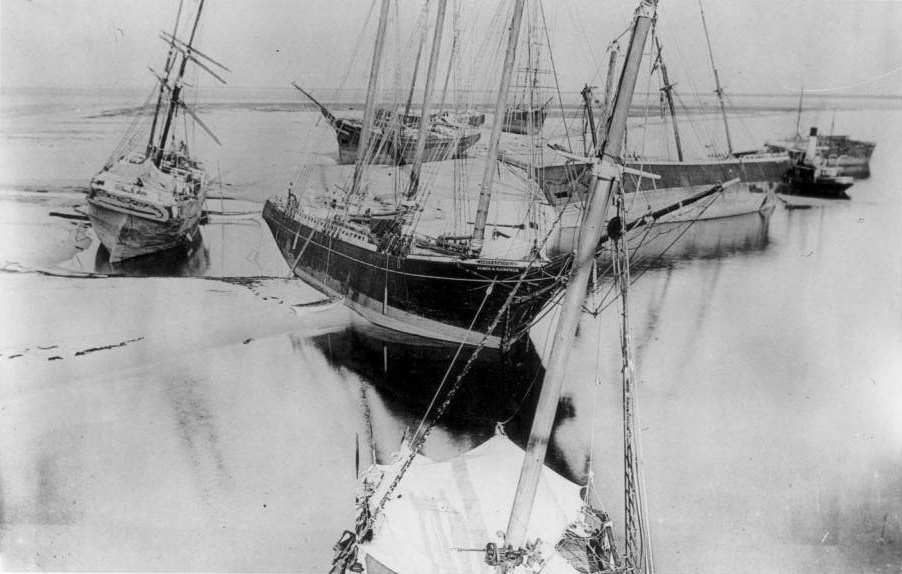
Navires naufragés à l'île Dog après l'ouragan de 1899

Elle est durement dévastée par le deuxième ouragan de 1899.
Pendant la Seconde Guerre mondiale, elle est utilisée comme une partie du Camp Gordon Johnston (en) pour les unités de débarquement, amphibies et aériennes. Après la Seconde Guerre mondiale, Jeff Lewis, un homme d'affaires de Floride, misant sur son potentiel comme zone touristique, l'achète pour 12 000 $. 
Un projet de recherches archéologiques, utilisant des dispositifs acoustiques et électromagnétiques pour découvrir des naufrages historiques, y est mené depuis 1999 par Charles T. Meide (en), chercheur à l'Université d'État de Floride.